# Sveriges största singel 2
Sveriges största singel II är ett samlingsalbum, som såldes till singelpris, med olika artister knutna till skivbolaget Mistlur som gavs ut 1982.

## Låtlista
1. Diestinct - Underligt & Konstigt
2. Raketerna - Ståplatsbiljetten
3. Ebba Grön - Uppgång & fall (alternativ version)
4. Kriget - Blues
5. Enola Gay - Döda djur
6. Dagens Ungdom - Ryttaren på kolhinken
7. Calcutta Transfer - Apati
8. Torkel Rasmusson - Svart hatt
9. Radio Balkan - Ramo Ramo
10. Ann-Kristin Hedmark - Min mamma är en ängel
11. Anders Karlen - Rebecka
12. Thomas Almqvist - Waterfall